# Lex Appuleia
Con lex Appuleia si fa riferimento a numerose proposte di legge che rientrano nell'attività legislativa di Lucio Apuleio Saturnino, tribuno della plebe nel 103 a.C., 102 a.C. e nel 100 a.C.; tutte le leggi saranno poi cassate dal Senato, con eccezione della lex Appuleia de maiestate minuta, che sarà integrata da Silla e da Cesare.

## Leges Appuleiae

### Lex Appuleia de maiestate minuta
Promulgata nel 103 o nel 102 a.C., istituiva la seconda quaestio perpetua, vale a dire il secondo tribunale penale permanente. Il crimen di questa questio perpetua consisteva nella lesa maestà del popolo romano, ossia la minuta maiestas. La giuria di questo tribunale viene indicata come appannaggio degli equiti.

### Lex Appuleia de quaestione extraordinaria instituenda
Plebiscito del 103 a.C. con cui venne condannato Gneo Mallio Massimo con una quaestio extraordinaria.

### Lex Appuleia de coloniis in Africam deducendis
Plebiscito del 103 a.C., promulgato in seguito al trionfo di Gaio Mario su Giugurta, re dei Numidi. Ordinava l'assegnazione di cento iugeri di terreno in Africa a ciascun veterano di Mario. Non venne mai messa in auge.

### Lex Appuleia agraria
Promulgata nel 100 a.C., in seguito alla battaglia di Vercellae e alla vittoria di Mario sui Cimbri: stabiliva che l'ager gallicus conquistato da Mario fosse distribuito ai veterani, assegnando a ciascuno di questi cento iugeri. La legge passò nonostante l'intercessio dei tribuni della plebe e i senatori dovevano giurare di osservarla, pena la multa di venti talenti; a queste condizioni Quinto Cecilio Metello Numidico preferì esiliarsi.

### Lex Appuleia de coloniis in Siciliam Achaiam Macedoniam deducendis
Promulgata nel 100 a.C. e ritenuta da alcuni parte della precedente, stabiliva che nelle province di Sicilia, Acaia e Macedonia fossero fondate delle colonie e conferiva a Gaio Mario la facoltà di concedere la cittadinanza per meriti.

### Lex Appuleia frumentaria
Sempre del 100 a.C., stabiliva il prezzo del grano a cinque sesti di asse anziché sei assi. Il Senato tentò di bloccare la promulgazione di questa legge, come proposto dal questore Quinto Servilio Cepione, perché era incompatilibe con le condizioni dell'aerarium ma passò ugualmente. Fu in seguito cassata dal Senato perché vim lata.